# Rolf Åge Berg
Rolf Åge Berg (ur. 14 kwietnia 1957 w Stjørdal) – norweski skoczek narciarski, uczestnik Zimowych Igrzysk Olimpijskich 1984.
19 lutego 1986 wygrał zaliczane do Pucharu Świata zawody w Sankt Moritz, a następnie zajął drugie miejsce w Gstaad, dzięki czemu odniósł zwycięstwo w klasyfikacji generalnej Turnieju Szwajcarskiego. W 1986 doznał kontuzji podczas zawodów na skoczni Kulm w Tauplitz. Po rocznej przerwie powrócił do rywalizacji, ale nie odniósł już większych sukcesów i ostatecznie w 1989 roku zakończył karierę.

## Osiągnięcia

### Igrzyska Olimpijskie
| Miejsce | Dzień     | Rok  | Miejscowość | Skocznia | Punkt K | Konkurs  | Skok 1 | Skok 2 | Nota      | Strata    | Zwycięzca     |
| ------- | --------- | ---- | ----------- | -------- | ------- | -------- | ------ | ------ | --------- | --------- | ------------- |
| 5.      | 12 lutego | 1984 | Sarajewo    | Igman    | K-90    | indywid. | 86,0 m | 86,5 m | 208,5 pkt | 6,7 pkt   | Jens Weißflog |
| 52.     | 18 lutego | 1984 | Sarajewo    | Igman    | K-112   | indywid. | 74,0 m | 90,0 m | 87,5 pkt  | 153,7 pkt | Matti Nykänen |

### Mistrzostwa Świata
- Seefeld 1985 – 15. miejsce (duża skocznia), 10. miejsce (normalna skocznia)

### Puchar Świata

#### Miejsca w klasyfikacji generalnej
| Sezon     | Miejsce           |
| --------- | ----------------- |
| 1982/1983 | 49.               |
| 1983/1984 | 24.               |
| 1984/1985 | 17.               |
| 1985/1986 | 8.                |
| 1986/1987 | niesklasyfikowany |
| 1987/1988 | niesklasyfikowany |

#### Miejsca na podium w konkursach indywidualnych Pucharu Świata chronologicznie
| Nr | Dzień      | Rok  | Miejscowość   | Skocznia                 | Punkt K | Skok 1  | Skok 2  | Nota      | Lok. | Strata   | Zwycięzca     |
| -- | ---------- | ---- | ------------- | ------------------------ | ------- | ------- | ------- | --------- | ---- | -------- | ------------- |
| 1. | 6 stycznia | 1986 | Bischofshofen | im. Paula Ausserleitnera | K-111   | 106,0 m | 110,0 m | 216,6 pkt | 3.   | 12,4 pkt | Ernst Vettori |
| 2. | 19 lutego  | 1986 | Sankt Moritz  | Olympiaschanze           | K-94    | 87,0 m  | 90,5 m  | 205,7 pkt | 1.   | –        | –             |
| 3. | 21 lutego  | 1986 | Gstaad        | Mattenschanze            | K-88    | 85,0 m  | 88,5 m  | 219,5 pkt | 2.   | 3,3 pkt  | Ernst Vettori |